# Índice de Centros Financieros Globales

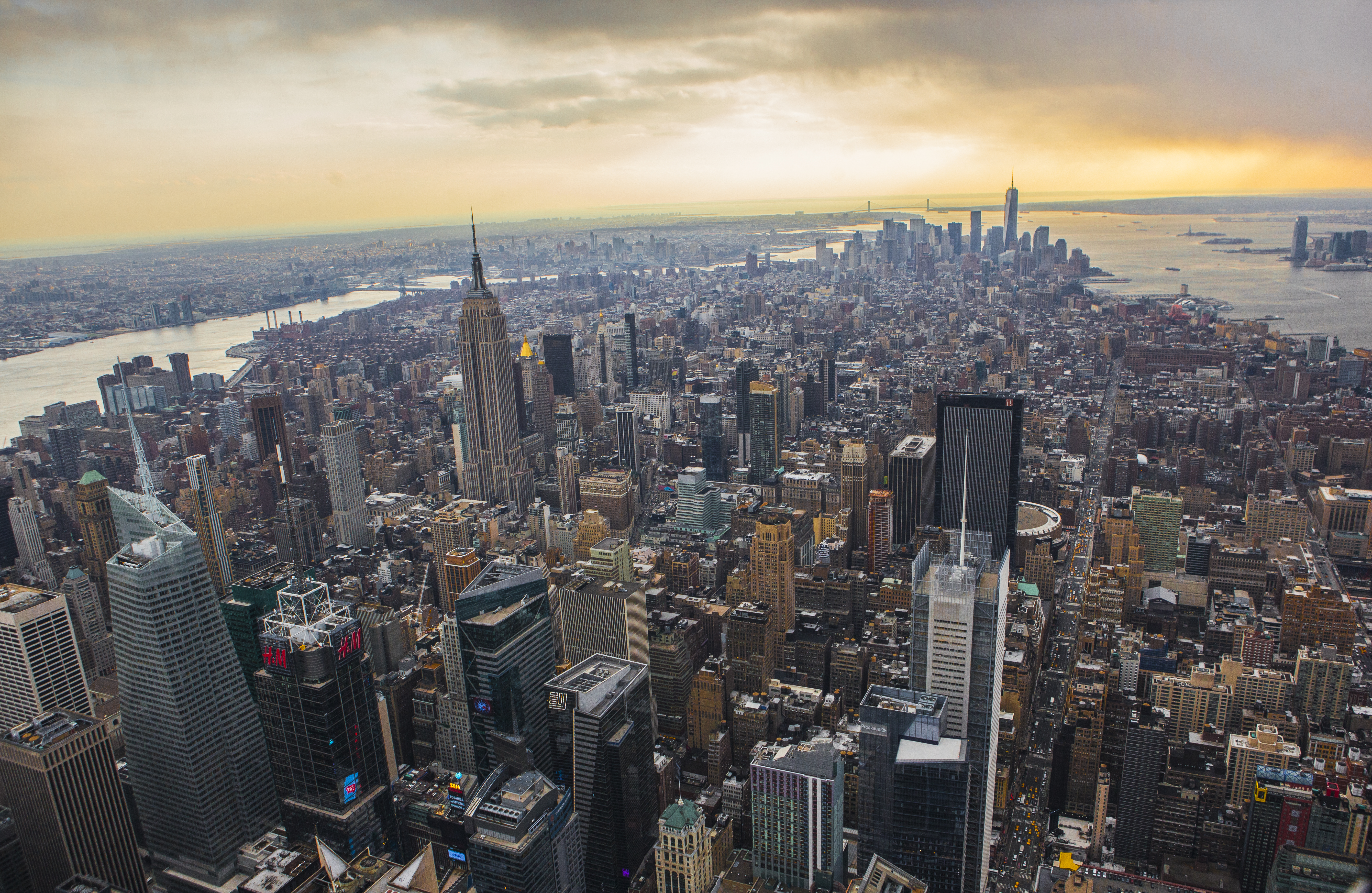
Nueva York, clasificada como el centro financiero más importante del mundo según el Índice de Centros Financieros Globales.

El Índice de Centros Financieros Globales (o GFCI, de su nombre en inglés, «Global Financial Centres Index») es una clasificación semestral que mide la competitividad de los principales centros financieros del mundo. El índice se desarrolla en base a más de 29.000 valoraciones de un cuestionario en línea, junto con datos de más de 100 índices de organismos como el Banco Mundial, la Organización para la Cooperación y el Desarrollo Económicos (OCDE) y el Economist Intelligence Unit. 
El primer índice se publicó en marzo de 2007. Desde 2015, es publicado dos veces al año conjuntamente por el grupo Z/Yen en Londres y el Instituto Chino de Desarrollo en Shenzhen. Es ampliamente citado como la principal fuente para clasificar los centros financieros del mundo.

## Índice de 2022

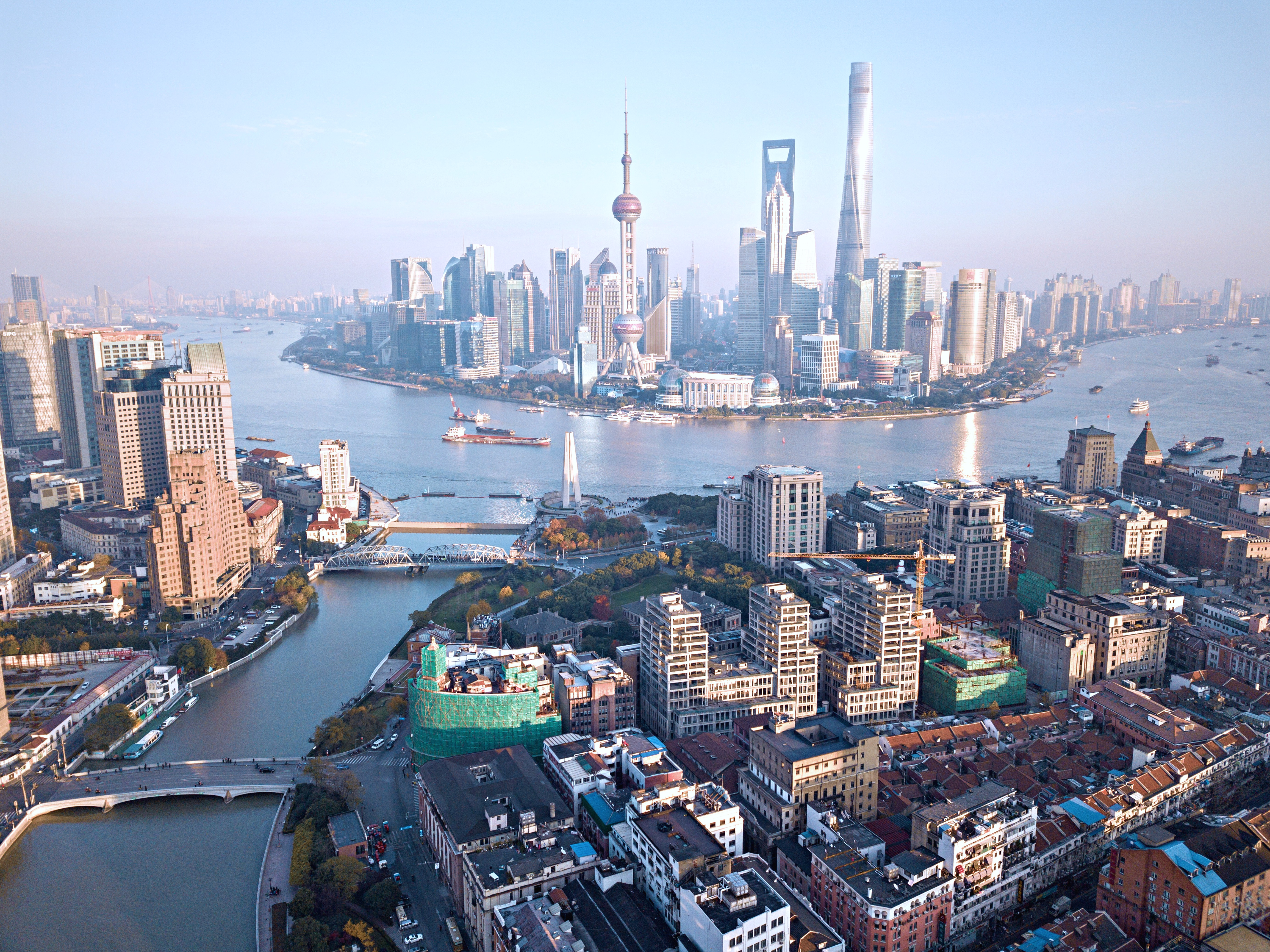
Shanghái, el centro financiero más importante de China.

A fecha del 24 de marzo de 2022, los principales centros financieros del mundo entre los 119 centros financieros clasificados son:
| Clasificación | Cambio      | Ciudad           | Puntuaje | Cambio      |
| ------------- | ----------- | ---------------- | -------- | ----------- |
| 1             | Sin cambios | Nueva York       | 759      | 3           |
| 2             | Sin cambios | Londres          | 726      | 14          |
| 3             | Sin cambios | Hong Kong        | 715      | 1           |
| 4             | 2           | Shanghái         | 714      | 1           |
| 5             | 2           | Los Ángeles      | 713      | 1           |
| 6             | 2           | Singapur         | 712      | 3           |
| 7             | 2           | San Francisco    | 711      | 3           |
| 8             | Sin cambios | Pekín            | 710      | 1           |
| 9             | Sin cambios | Tokio            | 708      | 2           |
| 10            | 6           | Shenzhen         | 707      | 8           |
| 11            | 1           | París            | 706      | 1           |
| 12            | 1           | Seúl             | 705      | 3           |
| 13            | 2           | Chicago          | 704      | Sin cambios |
| 14            | 2           | Boston           | 703      | Sin cambios |
| 15            | Sin cambios | Washington D. C. | 702      | 2           |
| 16            | 2           | Fráncfort        | 694      | 7           |
| 17            | 1           | Dubái            | 691      | 3           |
| 18            | 6           | Madrid           | 690      | 3           |
| 19            | 2           | Ámsterdam        | 687      | 1           |
| 20            | 1           | Zúrich           | 686      | 4           |

### Iberoamérica

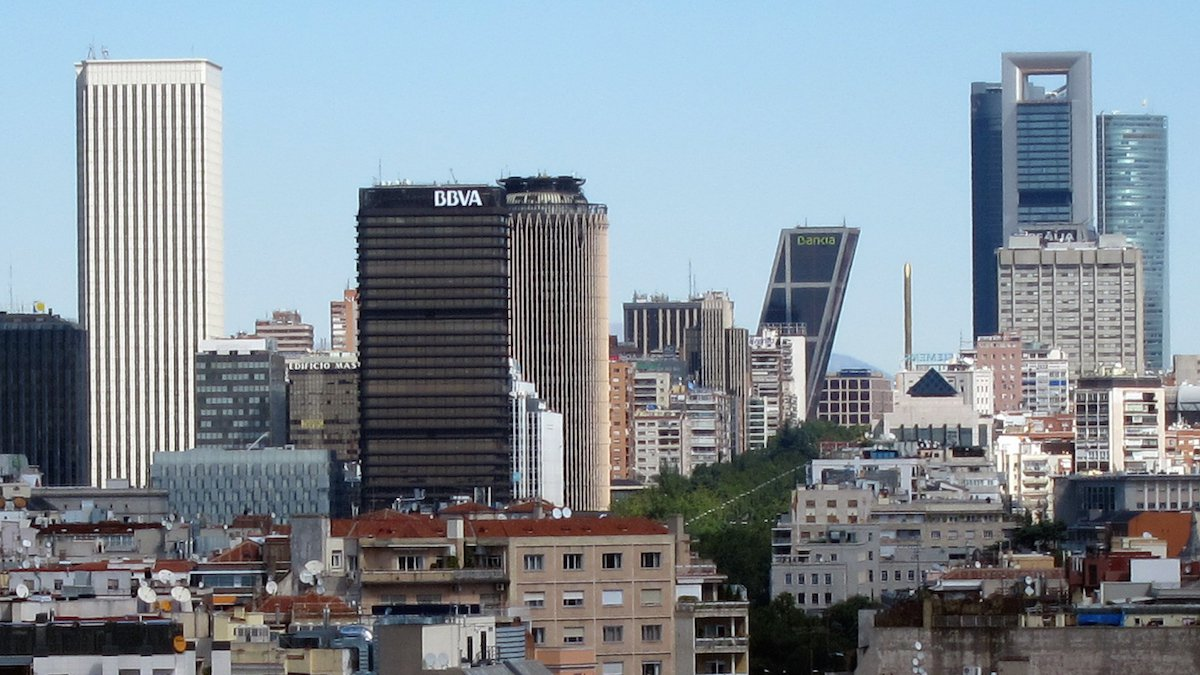
Madrid, tercer centro financiero más importante de la Unión Europea, tras París y Fráncfort.

| Clasificación | Ciudad           | Puntuaje |
| ------------- | ---------------- | -------- |
| 18            | Madrid           | 690      |
| 53            | Lisboa           | 633      |
| 60            | Ciudad de México | 620      |
| 70            | Río de Janeiro   | 599      |
| 73            | Sao Paulo        | 588      |
| 79            | Santiago         | 568      |
| 81            | Bogotá           | 566      |
| 110           | Buenos Aires     | 523      |
| 115           | Ciudad de Panamá | 518      |

## Índice de 2021
A fecha del 24 de septiembre de 2021, los principales centros financieros del mundo entre los centros financieros clasificados eran:
| Clasificación | Cambio      | Ciudad           | Puntuaje | Cambio      |
| ------------- | ----------- | ---------------- | -------- | ----------- |
| 1             | Sin cambios | Nueva York       | 762      | 2           |
| 2             | Sin cambios | Londres          | 740      | 3           |
| 3             | 1           | Hong Kong        | 716      | 25          |
| 4             | 1           | Singapur         | 715      | 25          |
| 5             | 7           | San Francisco    | 714      | 4           |
| 6             | 3           | Shanghái         | 713      | 29          |
| 7             | 6           | Los Ángeles      | 712      | 4           |
| 8             | 2           | Pekín            | 711      | 26          |
| 9             | 2           | Tokio            | 706      | 30          |
| 10            | 15          | París            | 705      | 6           |
| 11            | 4           | Chicago          | 704      | 10          |
| 12            | 12          | Boston           | 703      | Sin cambios |
| 13            | 3           | Seúl             | 702      | 11          |
| 14            | 5           | Fráncfort        | 701      | 26          |
| 15            | 1           | Washington D. C. | 700      | 15          |
| 16            | 8           | Shenzhen         | 699      | 32          |
| 17            | 11          | Ámsterdam        | 698      | 3           |
| 18            | 1           | Dubái            | 694      | 16          |
| 19            | 10          | Toronto          | 693      | 1           |
| 20            | Sin cambios | Ginebra          | 692      | 17          |
| 21            | 11          | Zúrich           | 690      | 30          |
| 22            | 1           | Edimburgo        | 689      | 19          |
| 23            | 6           | Luxemburgo       | 688      | 24          |
| 24            | 9           | Madrid           | 687      | 4           |
| 25            | 7           | Sídney           | 686      | 25          |
| 26            | 5           | Estocolmo        | 685      | 3           |
| 27            | Sin cambios | Montreal         | 682      | 14          |
| 28            | 17          | Vancouver        | 681      | 38          |
| 29            | 6           | Melbourne        | 680      | 25          |
| 30            | 13          | Hamburgo         | 679      | 15          |
| 31            | 18          | Múnich           | 678      | 31          |
| 32            | 10          | Cantón           | 677      | 29          |
| 33            | 3           | Busan            | 675      | 2           |
| 34            | Sin cambios | Copenhague       | 674      | 6           |
| 35            | 11          | Wellington       | 673      | 13          |
| 36            | 2           | Abu Dabi         | 672      | 3           |
| 37            | 2           | Chengdu          | 670      | 8           |
| 38            | 4           | Qingdao          | 668      | 3           |
| 39            | 9           | Stuttgart        | 667      | 22          |
| 40            | 3           | Bruselas         | 666      | 10          |
| 41            | 7           | Dublín           | 665      | 15          |
| 42            | 28          | Oslo             | 663      | 69          |
| 43            | 13          | Helsinki         | 662      | 42          |
| 44            | 10          | Viena            | 659      | 30          |
| 45            | 19          | Milán            | 656      | 42          |
| 46            | 14          | Osaka            | 655      | 29          |
| 47            | 5           | Roma             | 654      | 18          |
| 48            | 1           | Kuala Lumpur     | 649      | 3           |
| 49            | 8           | Tel Aviv         | 645      | 21          |
| 50            | 7           | Moscú            | 638      | 23          |
| 51            | 20          | Calgary          | 637      | 44          |
| 52            | 2           | Lisboa           | 636      | 5           |
| 53            | Sin cambios | Casablanca       | 628      | 4           |
| 54            | 11          | Bombay           | 627      | 28          |
| 55            | 25          | Nueva Delhi      | 625      | 41          |
| 56            | 5           | Varsovia         | 624      | 17          |
| 57            | 18          | Jersey           | 622      | 51          |
| 58            | 1           | Bangkok          | 621      | 11          |

| Clasificación | Cambio | Ciudad                    | Puntuaje | Cambio      |
| ------------- | ------ | ------------------------- | -------- | ----------- |
| 59            | 10     | Ciudad de México          | 617      | 22          |
| 60            | 15     | Berlín                    | 616      | 46          |
| 61            | 13     | Estambul                  | 615      | 25          |
| 62            | 20     | Ciudad del Cabo           | 614      | 32          |
| 63            | 13     | Praga                     | 611      | 23          |
| 64            | 26     | Johannesburgo             | 609      | 37          |
| 65            | 16     | Glasgow                   | 608      | 25          |
| 66            | 27     | Yakarta                   | 607      | 40          |
| 67            | 27     | Taipéi                    | 604      | 64          |
| 68            | 13     | Doha                      | 600      | 28          |
| 69            | 8      | Río de Janeiro            | 595      | 8           |
| 70            | 26     | San Diego                 | 588      | 75          |
| 71            | 3      | Baréin                    | 578      | 18          |
| 72            | 21     | Liechtenstein             | 577      | 61          |
| 73            | 16     | Mauricio                  | 575      | 2           |
| 74            | 13     | Tallin                    | 570      | 5           |
| 75            | 3      | Nursultán                 | 569      | 17          |
| 76            | 16     | Guyarat                   | 568      | Sin cambios |
| 77            | 21     | Chipre                    | 566      | 5           |
| 78            | 18     | Mónaco                    | 565      | 44          |
| 79            | 13     | Bratislava                | 564      | 34          |
| 80            | 8      | Islas Caimán              | 563      | 29          |
| 81            | 14     | Santiago                  | 561      | 36          |
| 82            | 7      | Guernsey                  | 560      | 29          |
| 83            | 18     | Alma Ata                  | 559      | 6           |
| 84            | 11     | Sofía                     | 558      | 7           |
| 85            | 22     | Malta                     | 557      | 46          |
| 86            | 18     | São Paulo                 | 556      | 14          |
| 87            | 29     | Islas Vírgenes Británicas | 555      | 59          |
| 88            | 15     | Atenas                    | 554      | 9           |
| 89            | 4      | Budapest                  | 553      | 24          |
| 90            | 26     | Barbados                  | 552      | 48          |
| 91            | 29     | Vilna                     | 551      | 55          |
| 92            | 8      | Bermudas                  | 550      | 30          |
| 93            | 7      | Isla de Man               | 549      | 27          |
| 94            | NR     | Kigali                    | 548      | NR          |
| 95            | 16     | Manila                    | 547      | 38          |
| 96            | 13     | Riga                      | 546      | 53          |
| 97            | 6      | Buenos Aires              | 545      | 26          |
| 98            | 8      | Nairobi                   | 541      | 21          |
| 99            | 26     | Bahamas                   | 540      | 51          |
| 100           | 3      | Trinidad y Tobago         | 539      | 24          |
| 101           | 4      | Riad                      | 538      | 3           |
| 102           | NR     | Lagos                     | 536      | NR          |
| 103           | 3      | Bogotá                    | 535      | 19          |
| 104           | 10     | Ciudad de Panamá          | 532      | 34          |
| 105           | 2      | Bakú                      | 531      | 16          |
| 106           | 4      | Reikiavik                 | 528      | 21          |
| 107           | 8      | Gibraltar                 | 524      | 35          |
| 108           | 25     | Kuwait                    | 523      | 58          |
| 109           | 13     | Teherán                   | 511      | 53          |
| 110           | 22     | San Petersburgo           | 502      | 72          |
| 111           | 3      | Hangzhou                  | 489      | 12          |
| 112           | 2      | Tianjin                   | 480      | 12          |
| 113           | 2      | Dalian                    | 470      | 21          |
| 114           | 1      | Nankín                    | 462      | 22          |
| 115           | 3      | Xi'an                     | 451      | 34          |
| 116           | 2      | Wuhan                     | 400      | 69          |

## Perfiles de centro financiero (2022)
El informe de marzo de 2022 clasificó a los 119 centros financieros globales en la siguiente matriz de categorías:
| Nivel         | Líder global amplio y profundo | Diversificado global relativamente amplio        | Especialista global relativamente profundo | Contendiente global emergente |
| ------------- | --- | ------------------------------------------------ | --- | --- |
| Global        | Ámsterdam Bruselas Chicago Fráncfort Ginebra Hong Kong Londres Los Ángeles Nueva York París Seúl Shanghái Singapur Tokio Toronto Washington D. C. Zúrich    | Dublín San Francisco                             | Abu Dabi Cantón Chengdu Dubái Luxemburgo Moscú Pekín Shenzhen | Guyarat |
| Nivel         | Internacional establecido amplio y profundo | Diversificado internacional relativamente amplio | Especialista internacional relativamente profundo | Contendiente internacional emergente |
| Internacional | Bangkok Berlín Busan Ciudad de México Edimburgo Estocolmo Kuala Lumpur Madrid Melbourne Milán Montreal Múnich Oslo Roma Sídney Stuttgart Tel Aviv Vancouver | Boston Estambul Viena                            | Alma Ata Bakú Bogotá Budapest Buenos Aires Chipre Ciudad del Cabo Ciudad de Panamá Dalian Hangzhou Kigali Manila Nankín Nursultán Riad Riga Taipéi Xi'an Wuhan    | Baréin Bermudas Bombay Casablanca Doha Guernsey Isla de Man Islas Caimán Islas Vírgenes Británicas Jersey Johannesburgo Liechtenstein Malta Mauricio Nairobi Nueva Delhi Qingdao São Paulo |
| Nivel         | Jugador establecido amplio y profundo | Diversificado local relativamente amplio         | Especialista local relativamente profundo | Centro en evolución emergente |
| Local         | Atenas Atlanta Calgary Copenhague Glasgow Hamburgo Osaka Praga San Diego Santiago Wellington Varsovia                                                       | Helsinki Lisboa                                  | Bahamas Barbados Bratislava Chipre Ciudad Ho Chi Minh Gibraltar Kuwait Lagos Lugano Mónaco Reikiavik San Petersburgo Sofía Tallin Teherán Trinidad y Tobago Vilna | Río de Janeiro Yakarta |